# Achille Emana
Achille Emana Edzimbi (Yaoundé, 1982. június 5. –) kameruni labdarúgó, aki jelenleg a spanyol Gimnàstic de Tarragona csapatában játszik középpályásként, valamint tagja hazája nemzeti csapatának is.

## Pályafutása
2001-ben került a Toulouse első számú csapatához. 2008-ig szerepelt a francia együttesnél, majd a spanyol Real Betis alakulatához szerződött. Első szezonjában az együttes még az élvonalban szerepelt. Az idény alatt Emana tizenegy gólt szerzett, ám csapata ennek ellenére is csak a tabella tizennyolcadik helyén zárt és kiesett a másodosztályba.

## Válogatott
Tagja volt a 2003-as konföderációs kupán szereplő kamaruni keretnek. Ott volt a 2006-os, a 2008-as valamint a 2010-es Afrikai nemzetek kupájára utazó kameruni csapatban. 2008-ban, Zambia ellen szerezte első gólját az afrikai tornán.
Jelen volt a dél-afrikai világbajnokságon szereplő kameruni válogatottban.